# Wadi Al Shatii (distrikt)
Wadi Al Shatii (arabiska: وادي الشاطئ) är ett av Libyens tjugotvå distrikt (shabiyah). Den administrativa huvudorten är Adiri. Distriktet gränsar mot Algeriet och distrikten Nalut, Al Jabal al Gharbi, Al Jufrah, Sabha, Wadi Al Hayaa och Ghat. 